# Armstrong Whitworth A.W.52
De Armstrong Whitworth A.W.52 "Flying wing" was een straalaangedreven bommenwerper die door de Britten werd gebouwd tijdens de Tweede Wereldoorlog.
Aan het einde van de Tweede Wereldoorlog werd het project beëindigd, maar niet vóór werk aan het A.W.52G zweefvliegtuig was begonnen.
Het eerste prototype vloog voor het eerst op 2 maart 1945. Armstrong Whitworth, na annulering van het bommenwerpersproject, wilde heel wat voordelen in een grotere "Flying Wing" type en was uiteindelijk bereid een contract te geven om twee prototypen te produceren. De eerste vlucht van het grotere toestel, uitgerust met twee Rolls Royce "Nene" motoren, vond plaats op 13 november 1947. Het toestel bereikte uiteindelijk snelheden van rond de 804 km/h.
Het toestel verongelukte op 30 mei 1949 door controleproblemen tijdens een proefvlucht. Piloot John Lancaster bracht zich als eerste ooit in Groot-Brittannië met een schietstoel in veiligheid. De tweede A.W.52 werd aangedreven door twee gas aangedreven Rolls-Royce "Derwent" motoren en vloog op 1 september 1948. Latere proeven door de Royal Air Force duurden tot mei 1954.